# Croix-Rouge indonésienne
La Croix-Rouge indonésienne (en indonésien Palang Merah Indonesia (PMI)) est une organisation sociale et humanitaire indonésienne indépendante et neutre qui travaille selon les sept principes du Mouvement international de la Croix-Rouge et du Croissant-Rouge, dont elle est membre. 
La PMI est divisée en 31 régions (pratiquement une pour chaque province d'Indonésie) et quelque 300 branches au niveau des départements et des villes.
Il est nécessaire de rappeler que l'Indonésie n'est pas un pays musulman mais un État pluri-religieux.

## Histoire

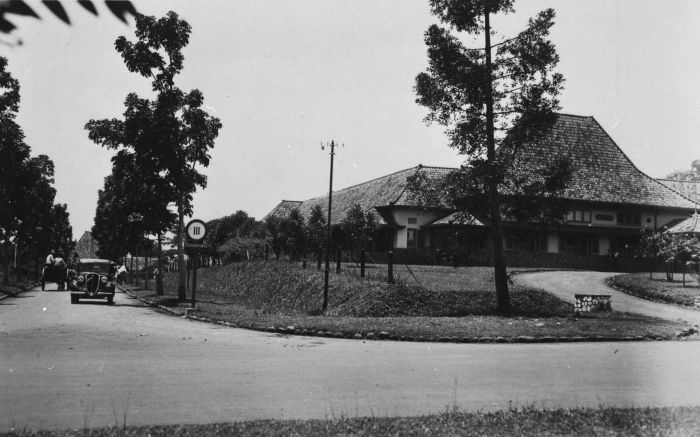
L'hôpital de la Croix-Rouge à Buitenzorg (aujourd'hui Bogor en 1919-1938

Le 12 octobre 1873, le gouvernement colonial des Indes néerlandaises crée la Nederlands Rode Kruis Afdeling Indie ou NERKAI (Croix-Rouge néerlandaise division des Indes). Elle sera dissoute durant l'occupation japonaise.
En 1932, des médecins indigènes lancent un mouvement pour la création d'une Palang Merah Indonesia, largement soutenu par les milieux éduqués indigènes. Soumis lors d'une conférence de la NERKAI en 1940, le projet est rejeté par les Hollandais.
Le projet est à nouveau soumis aux autorités d'occupation japonaises, qui s'y opposent à leur tour.
L'Indonésie proclame son indépendance le 17 août 1945. Le 3 septembre 1945, le président Soekarno ordonne la création d'une Croix-Rouge nationale. La PMI est créée le 17 septembre 1945, soit un mois exactement après la proclamation de l'indépendance.